# Aprilia
Pour les articles homonymes, voir Aprilia (Italie) et Aprilia Calcio.
Aprilia est un constructeur italien de motos basé à Noale, près de Venise. Il fait partie du groupe italien Piaggio SpA depuis 2006.

## Historique

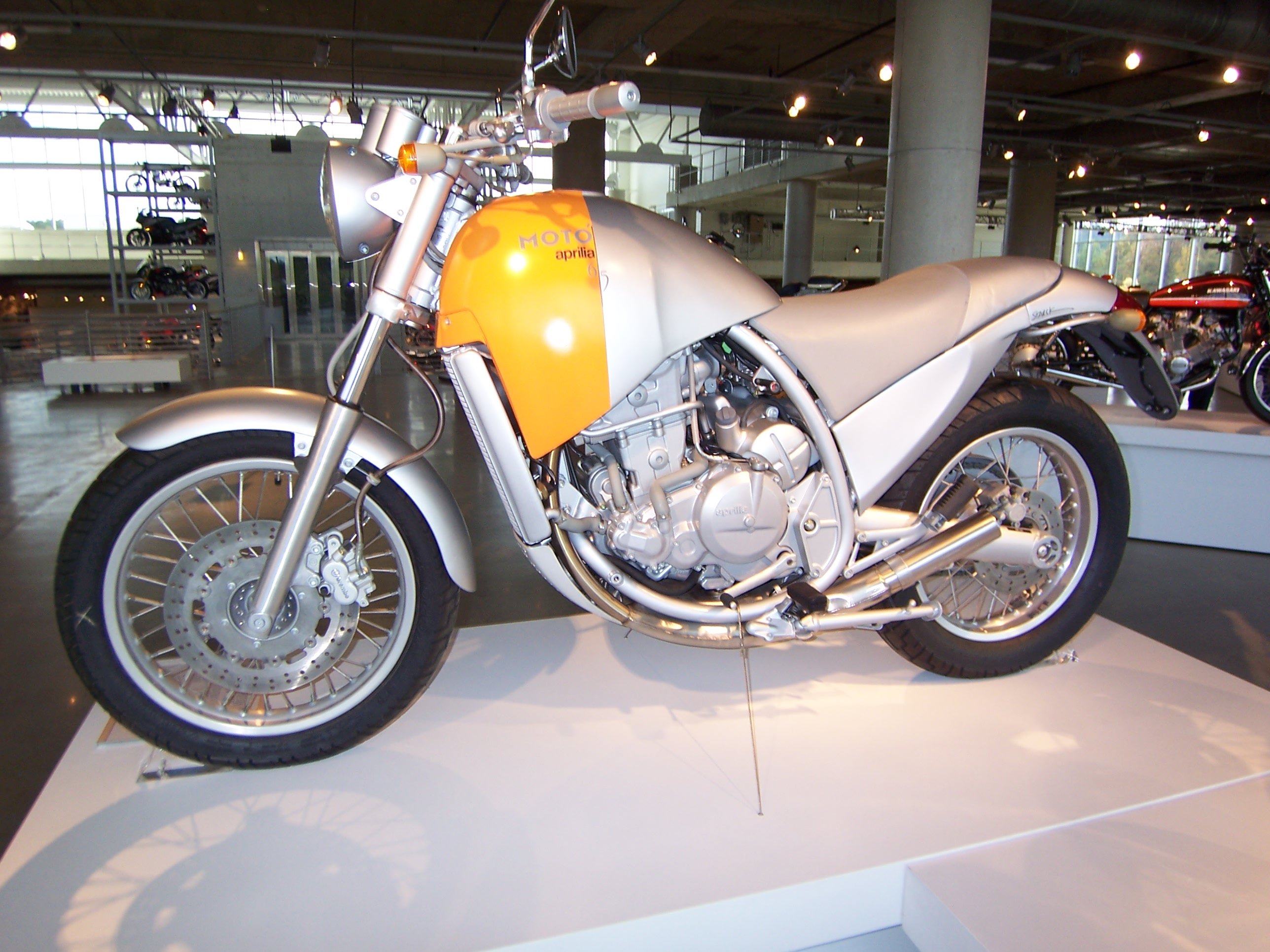
Aprilia 6.5 Motó (1995).

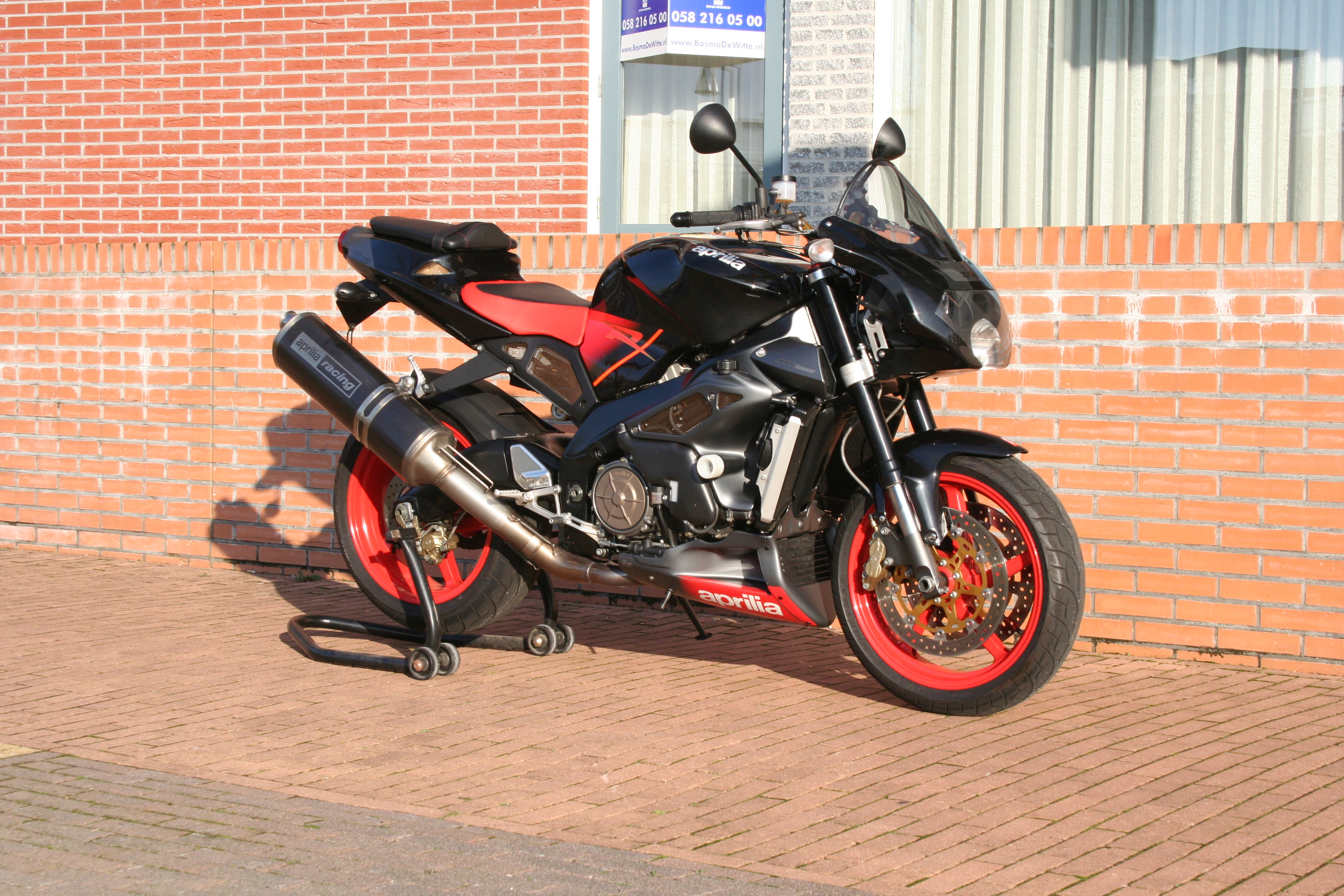
Tuono R Standard (2006).

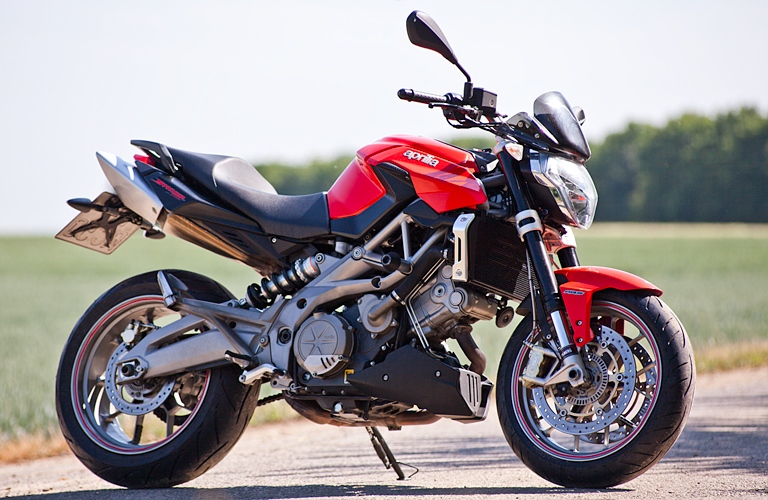
SL 750 Shiver (2010).

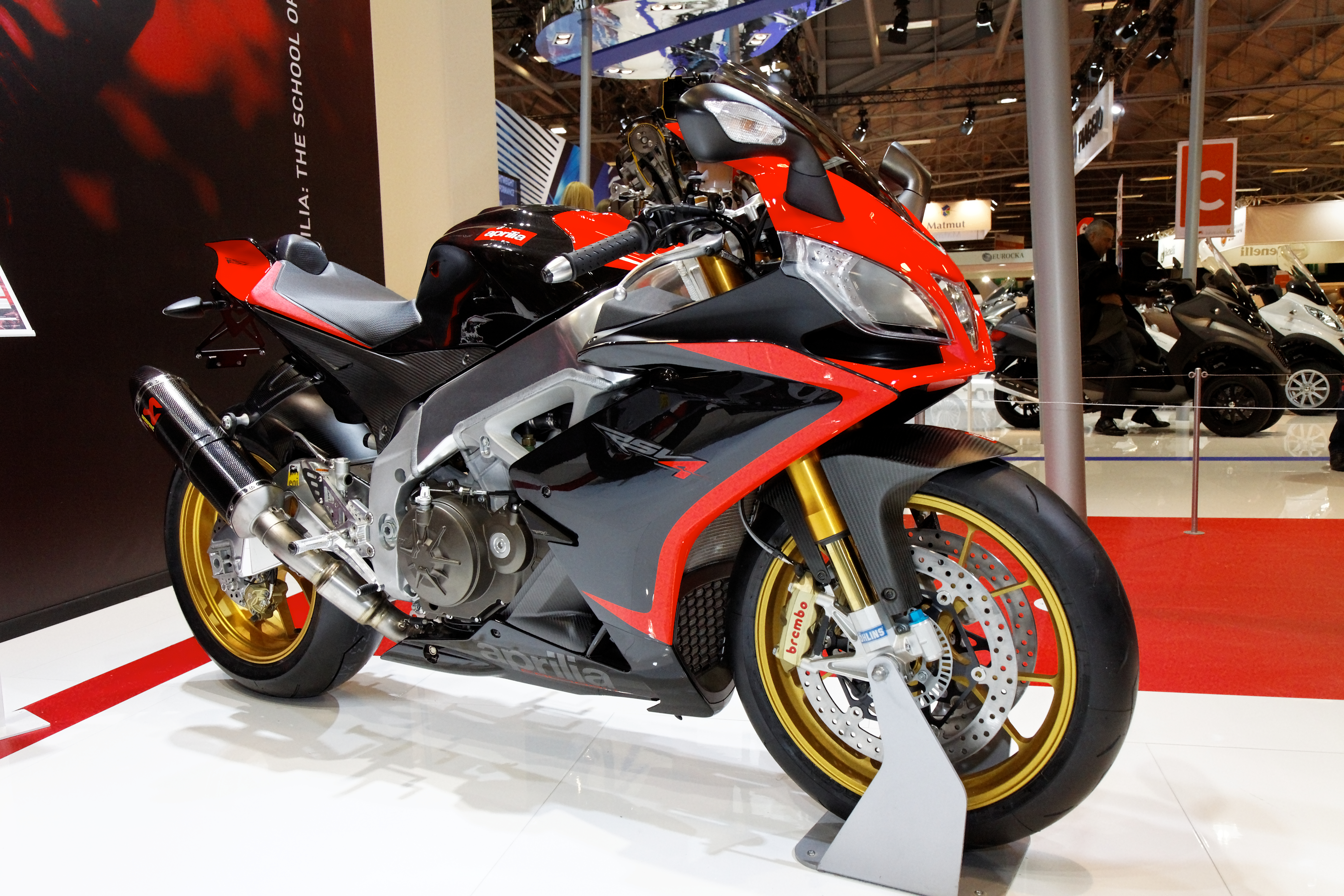
RSV4 1000 Factory APRC (2011).

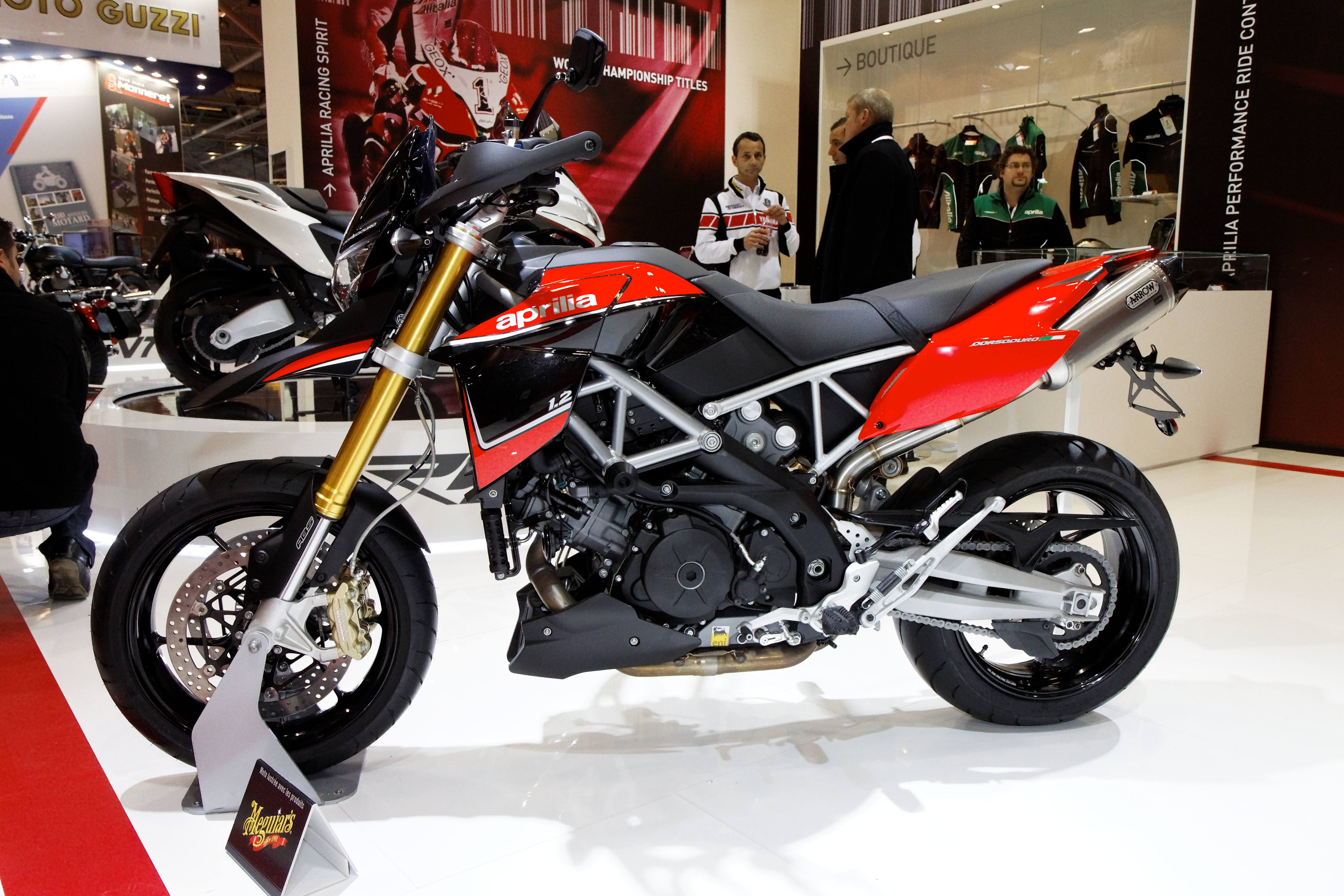
SMV 1200 Dorsoduro (2011).

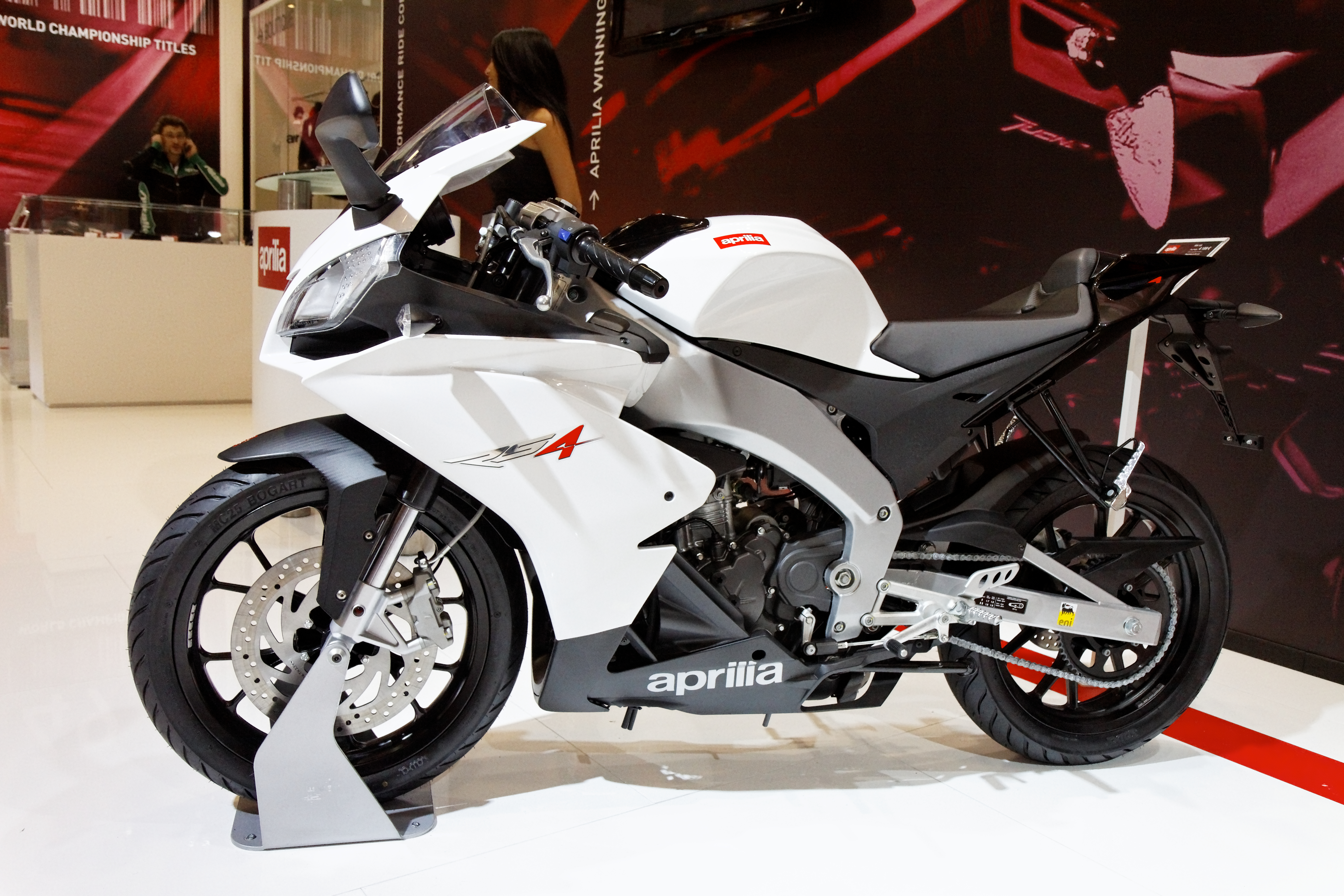
125 RS4 (2011).

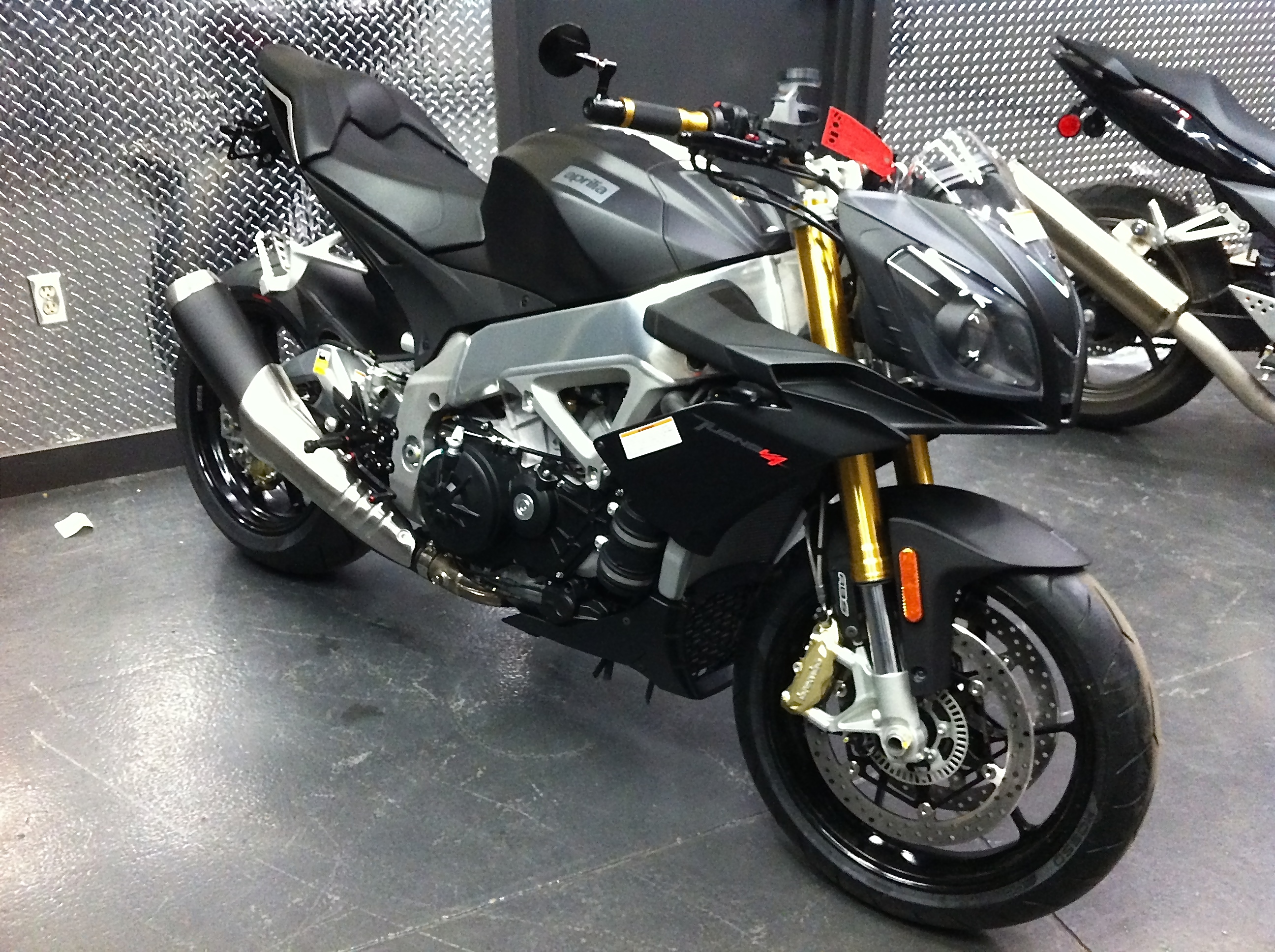
Tuono V4R APRC (2014).

La firme Aprilia nait à la fin de la Seconde Guerre mondiale du désir du Cavaliere Alberto Beggio de construire des bicyclettes.
En 1968, le fils d'Alberto, Ivano, rejoint son père à la tête de l'entreprise. Trouvant la construction de vélo dépassée, il crée une activité de scooters, de motos, et de mi-motos, mi-scooters, et présente un prototype de 50 cm3. L'accueil du public est chaleureux. Les premiers modèles à entrer en production à grande échelle sont nommés « Colibri », « Daniela » et « Packi ». Ils sont suivis peu de temps après par un tout-terrain, le « Scarabeo », qui est présenté en 1970 en deux cylindrées, 50 et 125 cm3. Le Scarabéo reste en fabrication pendant presque dix ans.
La marque connaît un grand succès, puisque la production passa de 150 à 12 000 véhicules par an en dix ans. Paradoxalement, le succès en Italie est très relatif.
Le début des années 1980 est difficile pour la marque. La crise pétrolière oblige les dirigeants à prendre une nouvelle direction. Aprilia qui produit jusque-là des motos loisirs (cross, enduro) ou de mobylettes diversifie sa gamme et produit des modèles routiers de plus grande cylindrée. La marque développe en outre sa gamme dans le trial, l'enduro. Les motos de route sont ainsi proposées avec différentes cylindrées, de 50 à 600 cm3. En 1985, un accord de coopération est signé avec l'autrichien Rotax pour la fourniture de moteurs. En 1986, Aprilia présente la Tuareg, la première moto dérivée des motos des rallyes africains.
Au cours des années 1990, Aprilia présente de nouveaux modèles de série qui connaissent de grands succès commerciaux comme la Pegaso en 50, 125, 600 et 650 cm3, le scooter traditionnel Amico ainsi que le Scarabéo avec des roues de grand diamètre. Un autre scooter connaît un immense succès, le Leonardo, en 125 et 150 cm3 puis en 250 et 300 cm3. Le Scarabéo est proposé également en 125 cm3, machine hybride entre le scooter et la moto.
En 1992, les motos Aprilia remportent une série de victoires dans les championnats mondiaux de 125 cm3 et dans le championnat de trial. Après de bons résultats en course, Aprilia commercialise la RS 50 dotée d'un moteur Minarelli ainsi que la RS 125.
En 1995, Aprilia s'associe avec le designer français Philippe Starck pour produire la 6.5 Motó, exercice de style unique dans la production de l'époque basé sur le moteur monocylindre Rotax 650 cm3 avec cinq soupapes ; le même que celui utilisé sur les 650 Pegaso.
En 1998, Aprilia s'engage dans le secteur des grosses motos avec la RSV Mille et la SL 1000 Falco, moteur bicylindre Rotax en V à 60° de 990 cm3 dont le moteur est toujours produit par Rotax. C'est la première moto de série à disposer d'un système anti-dribbling empêchant la roue arrière de se bloquer lors des rétrogradages rapides. Elle est également la première moto de série à disposer d'un tableau de bord avec deux écrans à cristaux liquide (le compte-tours restant lui analogique), ainsi que d'un shiftlight (diode programmable indiquant le bon moment pour monter les rapports).
La production en série Aprilia se poursuit avec le lancement de la CapoNord 1000 et de la RST 1000 Futura en 2001, puis de la Tuono (une RSV Mille sans carénage) en 2002, avec la même architecture moteur.
En 2000 et 2003, Aprilia rachète successivement les marques Laverda et Moto Guzzi. Ces rachats (surtout Laverda) poussent la marque dans une situation financière délicate.
En 2004, Aprilia connaît une transformation radicale dans son capital avec son rachat par l'italien Piaggio qui contrôle également Gilera et l'espagnol Derbi. Cette fusion permet l'émergence d'un groupe industriel mondial à la dimension mondiale dans le domaine de la fabrication de deux-roues, avec une capacité de production de 600 000 véhicules par an et un chiffre d'affaires de 1,5 milliard d'euros. À la tête de l'entreprise, en tant que président et PDG, se trouve Roberto Colaninno (également président de Piaggio). Ivano Beggio a été pendant une courte période « président d'honneur », mais à partir de 2006, il se retire de l'entreprise fondée par son père (il meurt mi-mars 2018).
Depuis 2006, Aprilia a commencé à concevoir, développer et produire elle-même les moteurs qui animent les motos de série, interrompant la longue relation de collaboration avec Rotax ; à partir de ce moment, toutes les motos produites sont propulsées par des moteurs 100 % italiens. Présentée en avant-première en novembre 2006 à l'EICMA de Milan, la SL 750 Shiver se caractérise par être parmi les premières à intégrer le système Ride by Wire sur une moto de série. Ce système sera repris sur la NA 850 Mana dotée en supplément d'une transmission automatique CVT.
La production de la RSV4, une superbike, a commencé en 2008. Elle est propulsée par un moteur V4 à 65 degrés de 999,6 cm3, le premier moteur quatre cylindres de série de la société. Aprilia affirme que le nouveau moteur a été conçu spécifiquement pour les courses de Superbike, le moteur produit plus de 200 ch en configuration de course. Aprilia a lancé la moto pour courir lors de la saison 2009 du Championnat du monde de Superbike. Pour 2016, il est proposé en deux modèles, la RSV4 RR et RF. La mise à jour en 2016 a été conçue pour se conformer aux règles Superbike de cette année qui permettent moins de modifications sur les motos de série. Elle a plus de puissance, est plus légère, a une maniabilité et une électronique améliorées.
En 2019, à l'occasion du salon milanais EICMA, la firme vénitienne lance une nouvelle génération de motos de moyenne cylindrée, la RS 660 et la Tuono 660, caractérisées par le nouveau moteur bicylindre 659 cm3 et le châssis dérivé de la RSV4.

## Grand Prix moto (MotoGP)
Après avoir expérimenté différentes solutions pour s'imposer dans la catégorie reine des MotoGP 990 cm3 avec la RS3 en utilisant des solutions souvent très à l'avant-garde, Aprilia se retire en 2004. Le moteur est un trois cylindres 4-temps, conçu par la firme anglaise Cosworth.
Le moteur de la RS3 ne connut pas de succès en course.
En 2017, Aprilia revient en MotoGP.

## Autres compétitions

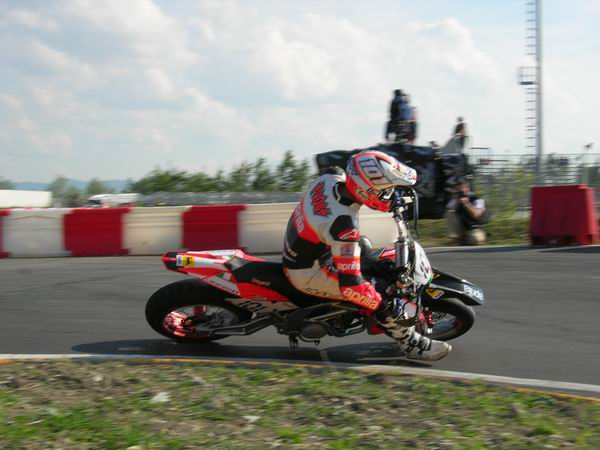
Thierry van den Bosch en supermotard.

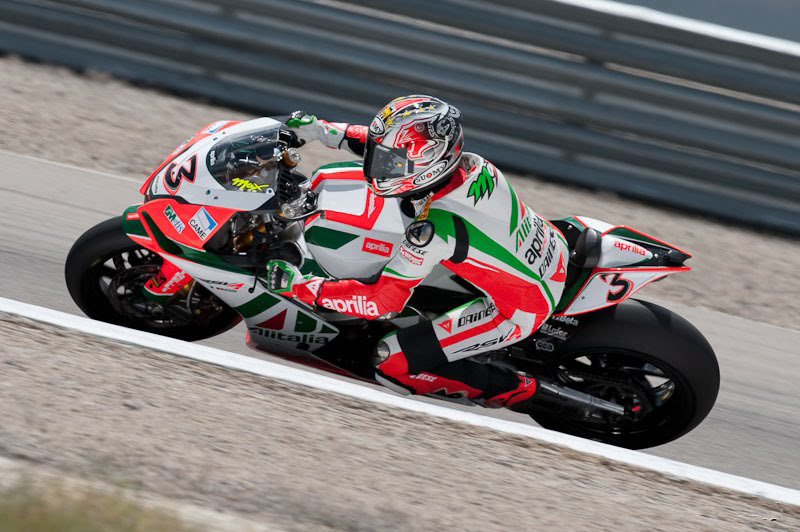
Max Biaggi champion du monde Superbike 2010.

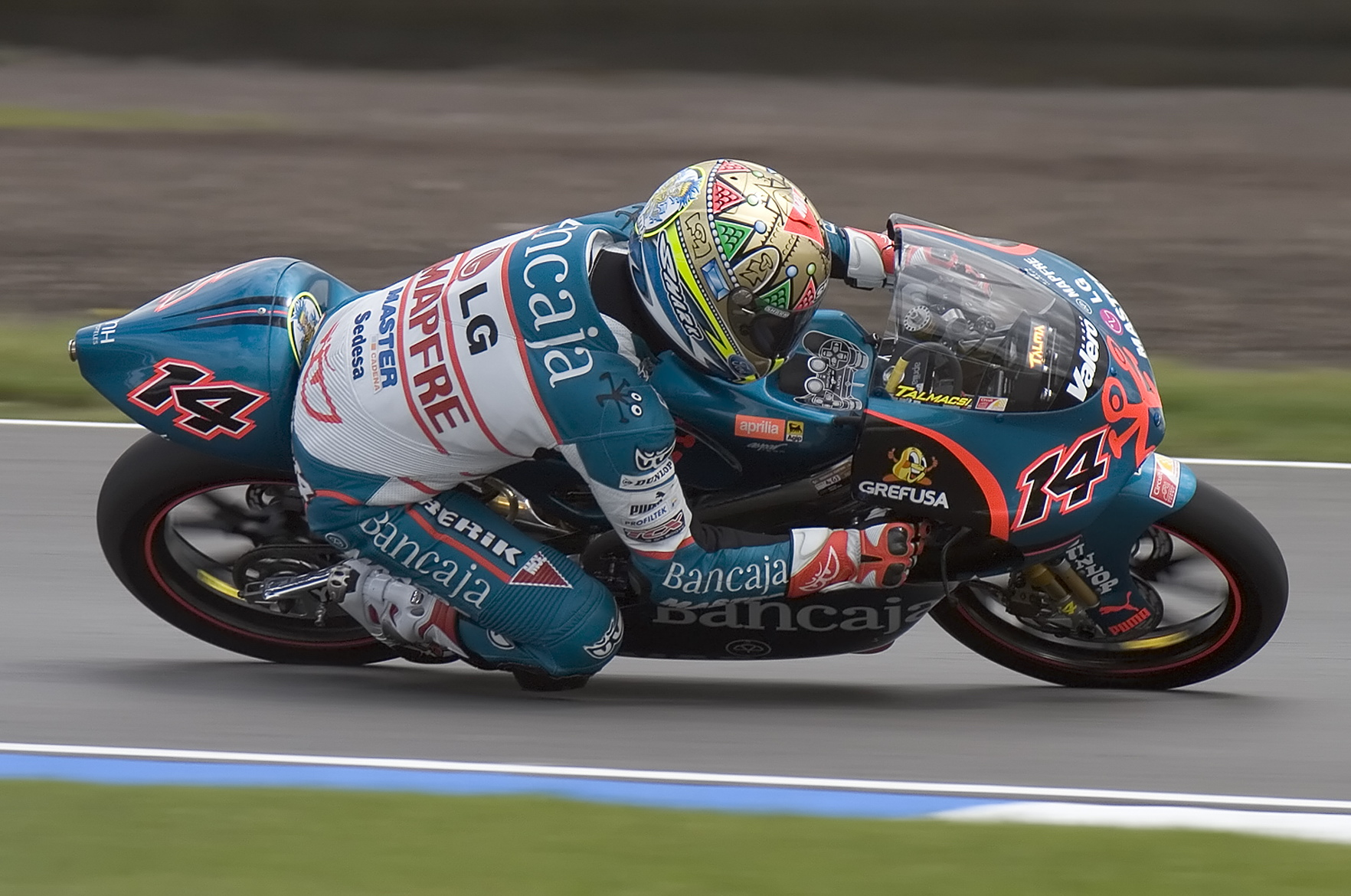
Gábor Talmácsi en GP125 sur la RSA (2007).

La marque participe à différentes disciplines : motocross, trial, rallye-raid.
En 1977, Aprilia commence la compétition et voit ses premières victoires notamment dans le championnat italien de motocross classes 125 et 250 avec le pilote milanais Ivan Alborghetti. Aprilia se classe sixième l'année suivante, avec ce même pilote, au championnat du monde de motocross.
L'activité sportive de la marque se développe à la fin des années 1980, Aprilia participe au championnat du monde de trial et aux championnats du monde de vitesse moto en 250 cm3. Après deux saisons de mise au point, le 30 août 1987, Aprilia enregistre sa première victoire dans un Grand Prix, celui de Saint-Marin.
En 1992, les motos Aprilia remportent une longue série de victoires dans les championnats mondiaux de 125 cm3 et dans le championnat de trial. Ce sont au total plus de deux cents victoires que l'écurie Aprilia enregistre à ce jour grâce à des pilotes tels que Biaggi, Capirossi, Gramigni, Locatelli et Rossi.
Bien qu'il s'agisse d'une jeune société et de petites dimensions, ceci notamment face aux géants japonais, Aprilia s'est toujours largement investie dans les compétitions, en particulier le championnat du monde de vitesse où la marque s'est engagée pratiquement dans toutes les catégories et a obtenu à plusieurs reprises des titres mondiaux en 125 et 250 cm3.
Aprilia a remporté de très nombreux succès en compétition de trial, motocross et supermotard, en particulier grâce aux caractéristiques du moteur bicylindre en V de 450 cm3.
Aprilia devient champion du monde de Superbike en 2010 et 2012 avec la RSV4 pilotée par Max Biaggi. En 2014, Aprilia remporte un nouveau titre Superbike grâce à Sylvain Guintoli.

## Palmarès sportif
En 2014, Aprilia compte 337 victoires dans toutes les catégories, et 52 titres de champion du monde :
Grand Prix : 38
- Titres pilotes 125 cm3 : 10
  - 1992 :  Alessandro Gramigni
  - 1994 :  Kazuto Sakata
  - 1997 :  Valentino Rossi
  - 1998 :  Kazuto Sakata
  - 2000 :  Roberto Locatelli
  - 2002 :  Arnaud Vincent
  - 2006 :  Alvaro Bautista
  - 2007 :  Gabor Talmacsi
  - 2009 :  Julian Simon
  - 2011 :  Nicolas Terol
- Titres constructeurs 125 cm3 : 10
  - 1996 ; 1997 ; 2002 ; 2003 ; 2004 ; 2006 ; 2007 ; 2008 ; 2009; 2011
- Titres pilotes 250 cm3 : 9
  - 1994 :  Max Biaggi
  - 1995 :  Max Biaggi
  - 1996 :  Max Biaggi
  - 1998 :  Loris Capirossi
  - 1999 :  Valentino Rossi
  - 2002 :  Marco Melandri
  - 2003 :  Manuel Poggiali
  - 2006 :  Jorge Lorenzo
  - 2007 :  Jorge Lorenzo
- Titres constructeurs 250 cm3 : 9
  - 1995 ; 1998 ; 1999 ; 2002 ; 2003 ; 2006 ; 2007 ; 2008 ; 2009

World Superbike : 5
- Titres pilotes WSBK : 3
  - 2010 :  Max Biaggi
  - 2012 :  Max Biaggi
  - 2014 :  Sylvain Guintoli
- Titres constructeurs WSBK : 4
  - 2010 ; 2012 ; 2013 ; 2014

Supermoto : 7
- Titres pilotes S1 : 1
  - 2011 :  Adrien Chareyre (it)
- Titres constructeurs S1 : 2
  - 2008 ; 2011
- Titres pilotes S2 : 2
  - 2004 :  Jérôme Giraudo (it)
  - 2006 :  Thierry van den Bosch
- Titres constructeurs S2 : 2
  - 2006 ; 2007

Trial : 2
- Titre pilotes : 1
  - 1992 :  Tommi Ahvala (en)
- Titre constructeur : 1
  - 1992

## Culture populaire
- Dans Torque, la route s'enflamme (film, 2004), la moto du héros (Martin Henderson) est une RSV 1000 R mod. 2001.
- Dans Transformers (film, 2007), la moto dans la scène finale est une RSV 1000 R mod. 2007.
- Dans Identité secrète (film, 2011), la moto du jeune héros Nathan Price (Taylor Lautner) est une Aprilia Shiver 750 mod. 2010. On peut également apercevoir en fond d'écran de son ordinateur une image de Max Biaggi sur la RSV4 Factory SBK 2010 du team Alitalia Aprilia Racing.

## Galerie

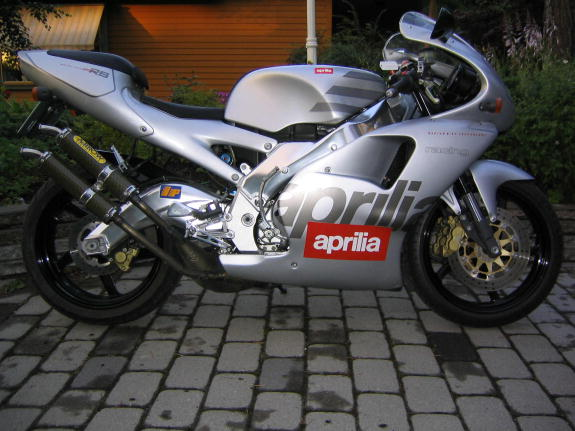
250 RS.
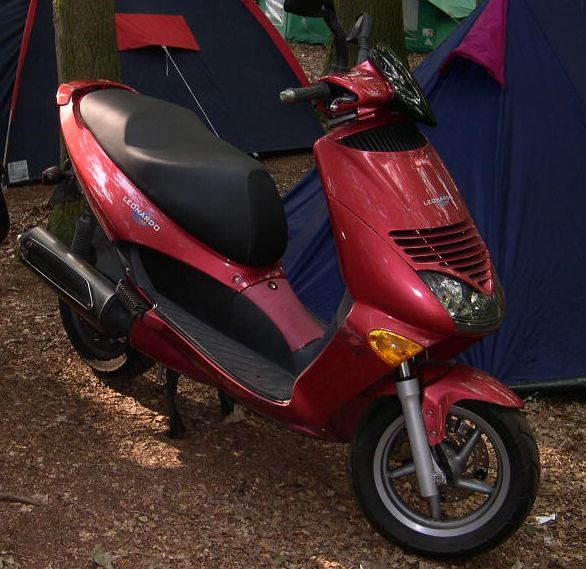
Scooter Leonardo.
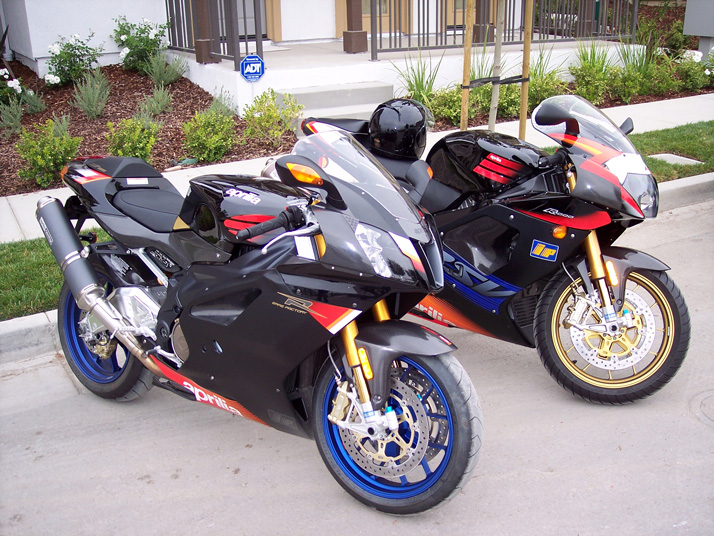
RSV 1000R.
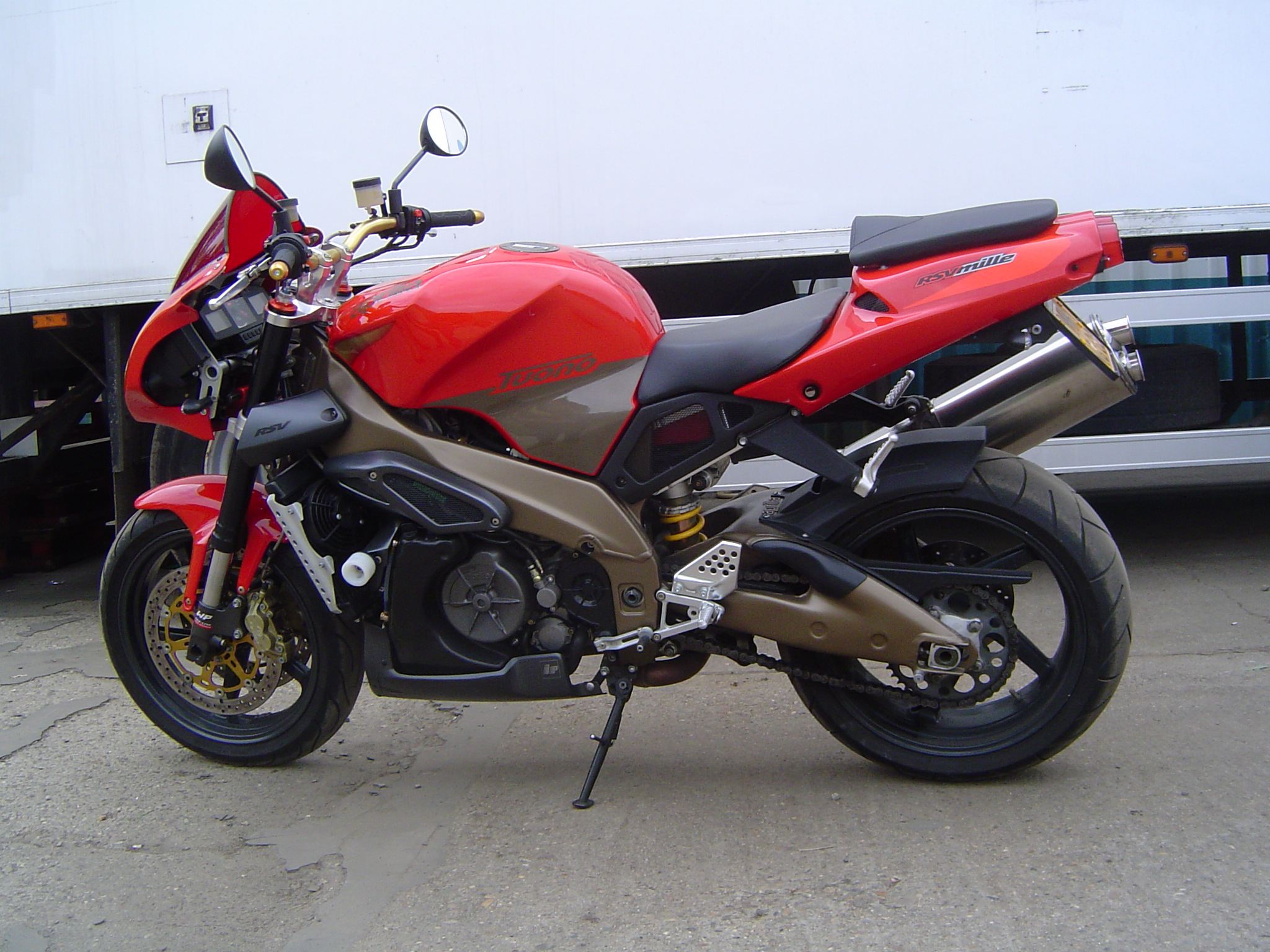
1000 Tuono.

## Gamme
- A4
- Gamme AF1 : 125 AF1 | 125 AF1
- Amico | 50 Amico
- AS 125-R
- 1000 Caponord
- 1200 Caponord TP/Rally
- 280 Climber
- Colibri
- Daniela
- Gamme ET : 50 ET | 125 ETX | 350 ETX
- 125 Europa
- 1000 Falco
- 50 Filo
- NA 850 Mana
- 6.5 Motó
- Gamme MX : 50 MX | 125 MX | 250 MX | 500 MX
- Gamme MXV : 4.5 MXV | 5.5 MXV
- Partner
- Gamme Pegaso : 50 Pegaso | 125 Pegaso | 600 Pegaso | 650 Pegaso
- Gamme RC : 50 RC | 125 RC | 250 RC
- Gamme Redrose : 50 Redrose | 125 Redrose
- Gamme RS : 50 RS | 125 RS | 250 RS
- RST 1000 Futura
- RSV 1000
- RSV4
- Gamme RX : 50 RX | 125 RX | 250 RX
- Gamme SR : SR 50 | SR 125
- Gamme SX : 50 SX | 125 SX
- Gamme RXV : 4.5 RXV | 5.5 RXV
- SL 750 Shiver
- SMV 750 Dorsoduro
- Sport-Umo
- 125 ST et STX
- Gamme SXV : 4.5 SXV | 5.5 SXV
- Gamme TL : 50 TL | 320 TL
- Gamme Tuareg : 125 Tuareg | 250 Tuareg | 350 Tuareg | 600 Tuareg
- Gamme Tuono : 50 Tuono | 125 Tuono | 1000 Tuono | Tuono V4 1100 RR/Factory
- Gamme TX : TX 300 | TX 311-M | TXR 312-M
- Gamme Under : Under 18 | Under 21